# UBIGEO
UBIGEO是秘鲁的地理位置编码系统（西班牙語：Código Ubicacíon Geográfica），由国家统计和计算研究所使用，用于对各级行政区划进行编码。

## 编码
一个完整的编码共有6位，其中前2位代表大区，按字母顺序由01排至25；中间2位代表省份，按字母顺序排序，大区首府排在01；最后二位代表地区，按字母顺序排序，省会排在01；

## 范例

### 大区
- 01 亚马孙大区
- 02 安卡什大区
- 03 阿普里马克大区

### 省
- 0101 查查波亞斯省（亚马孙大区）
- 0102 巴瓜省（亚马孙大区）
- 0103 邦加拉省（亚马孙大区）
- 0104 孔多爾坎基省（亚马孙大区）
- 0201 瓦拉斯省（安卡什大区）

### 区
- 010101 查查波亞斯區（查查波亞斯省）
- 010102 亞松森區（查查波亞斯省）
- 010103 瓦爾薩斯區（查查波亞斯省）
- 010104 切托區（查查波亞斯省）